# Le Cœur révélateur (film, 1941)
Pour la nouvelle d'Edgar Allan Poe, voir Le Cœur révélateur
Le Cœur révélateur (The Tell-Tale Heart) est un court-métrage américain réalisé par Jules Dassin, sorti en 1941.

## Synopsis
Une citation se trouve au début du film : «La loi est inscrite dans leur cœur, en témoigne leur conscience»
Un homme approchant de la trentaine travaille comme tisserand pour un vieillard chez lequel il habite depuis l'âge de quatorze ans. Son hôte le maltraite et le jeune homme s'étant plaint de cela à l'extérieur, le vieux monsieur le gifle et l'accable de reproches. N'en pouvant plus le tisseur pense à le tuer pendant son sommeil. Après avoir graissé les gonds de la porte de la chambre pour ne pas le réveiller il s'approche et après une brève lutte parvient à l'étouffer mais sa conscience par les battements de son cœur qu'il prend pour ceux du cadavre l'obsèdent et lui rappellent qu'il a commis un meurtre. Le lendemain matin, le shérif et son adjoint alertés par un voisin qui leur a rapporté qu'il avait entendu un cri viennent s'informer. Le meurtrier répond à leurs questions, trouve des réponses à l'absence de son hôte mais au fur et à mesure, la fatigue qu'entraîne l'effort intellectuel pour trouver des explications, l'accumulation de mensonges, ses sentiments de culpabilité réveillent sa conscience et son coeur se met à battre avec violence. Épuisé il avoue son crime.

## Fiche technique
- Titre original : The Tell-Tale Heart
- Titre français : Le Cœur révélateur
- Réalisation : Jules Dassin
- Scénario : Doane R. Hoag d'après une nouvelle d'Edgar Allan Poe
- Direction artistique : Richard Duce
- Photographie : Paul Vogel
- Monteur : Adrienne Fazan
- Musique : Sol Krandel (voir Sol Kaplan) avec Wally Heglin et Leonid Raub
- Production : Metro-Goldwyn-Mayer
- Pays d'origine :  États-Unis
- Langue originale : anglais
- Format : noir et blanc - 35 mm - 1,37:1 - spherical - mono
- Genre : Crime, Mystère, Horreur
- Durée : 20 minutes
- Date de sortie : 
  - États-Unis : 25 octobre 1941

## Distribution
- Joseph Schildkraut : le jeune homme
- Roman Bohnen : le vieil homme
- Oscar O'Shea : le premier shérif-adjoint
- Will Wright : le deuxième shérif-adjoint